# هايد باركر
هايد باركر (بالإنجليزية: Sir Hyde Parker, 5th Baronet)‏‏ (25 فبراير 1714 في ورشستر - 1782 ) عسكري من مملكة بريطانيا العظمى.